# Sankt Oswald-Möderbrugg
Sankt Oswald-Möderbrugg mit dem Ortsteil Unterzeiring ist eine ehemalige Gemeinde mit 1157 Einwohnern (Stand: 31. Oktober 2013)
im Gerichtsbezirk Judenburg, Bezirk Murtal, Bundesland Steiermark in Österreich.
Im Rahmen der steiermärkischen Gemeindestrukturreform ist sie seit 2015 mit den Gemeinden Bretstein, Sankt Johann am Tauern und Oberzeiring zusammengeschlossen.
Die neue Gemeinde führt den Namen Marktgemeinde Pölstal. Grundlage dafür war das Steiermärkische Gemeindestrukturreformgesetz (StGsrG).

## Geografie
St. Oswald-Möderbrugg liegt ca. 17 km nordwestlich von Judenburg im Pölstal zwischen den Wölzer und Rottenmanner Tauern, sowie den Seckauer Tauern und den Seetaler Alpen.
Gliederung:
Das ehemalige Gemeindegebiet umfasste folgende zwei Ortschaften (in Klammern Einwohnerzahl Stand 1. Jänner 2025):
- Möderbrugg (588)
- Sankt Oswald (420)

Die ehemalige Gemeinde bestand aus den Katastralgemeinden Möderbrugg und St. Oswald.

Nachbargemeinden und -orte:
Alle Nachbarorte liegen im Bezirk Murtal, dies sind von Norden im Uhrzeigersinn:
- Sankt Johann am Tauern
- Gaal
- Oberkurzheim
- Oberzeiring
- Pusterwald
- Bretstein

Klima:
Klimatisch begünstigt sind die beiden Hauptorte der Gemeinde ganzjährig nebelfrei und daher ein beliebtes Urlaubsziel.

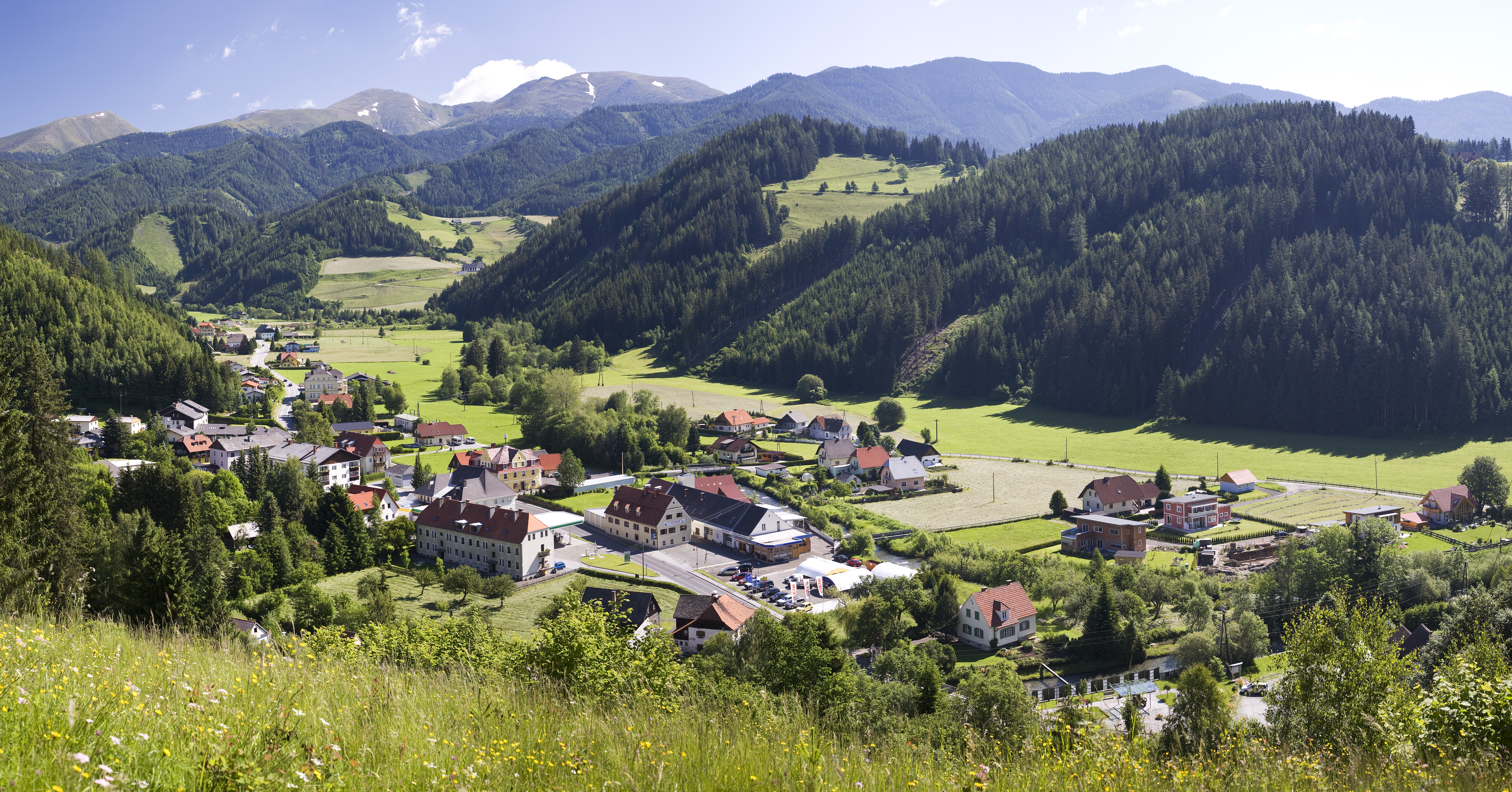
Blick auf Möderbrugg von Südwesten

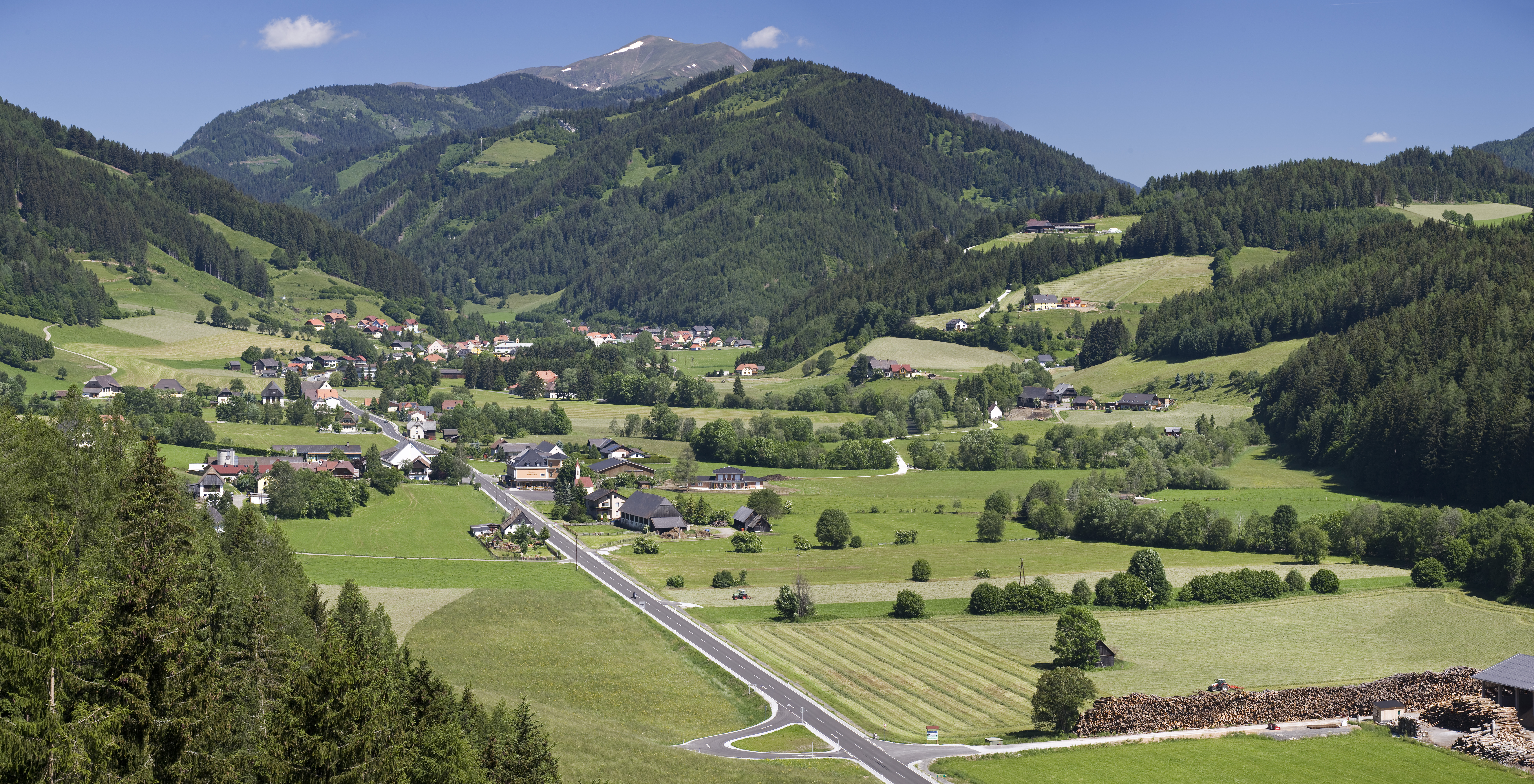
Blick auf Möderbrugg von Süden

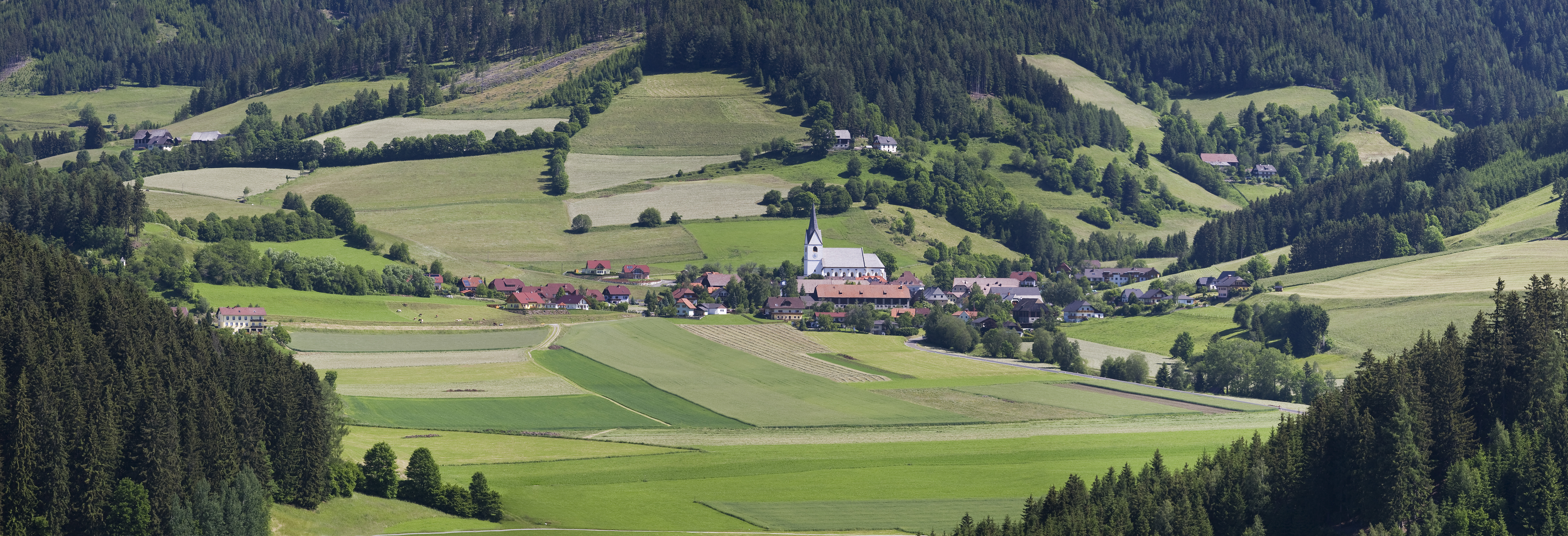
Blick auf Sankt Oswald bei Möderbrugg von Südosten

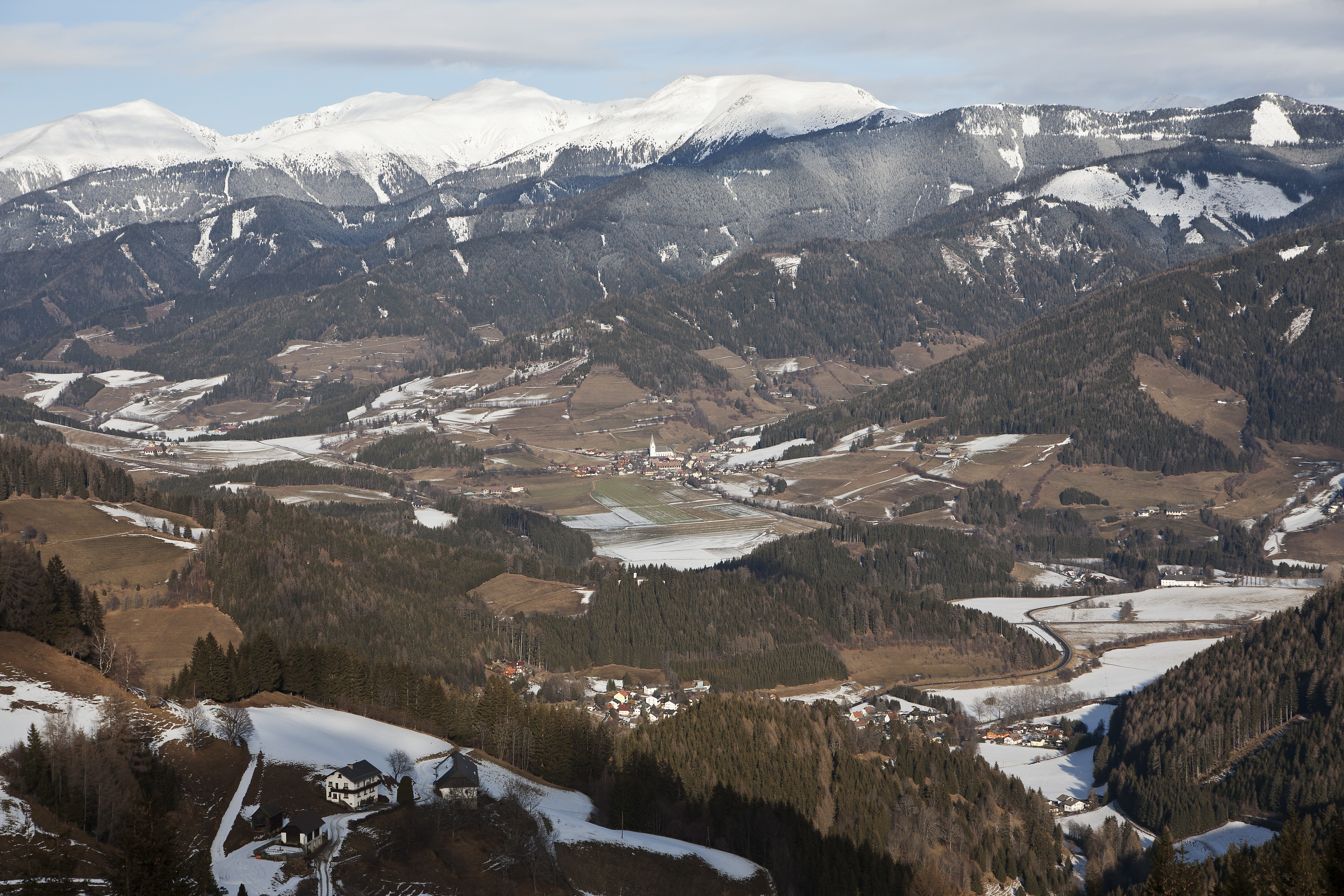
Blick auf Sankt Oswald bei Möderbrugg

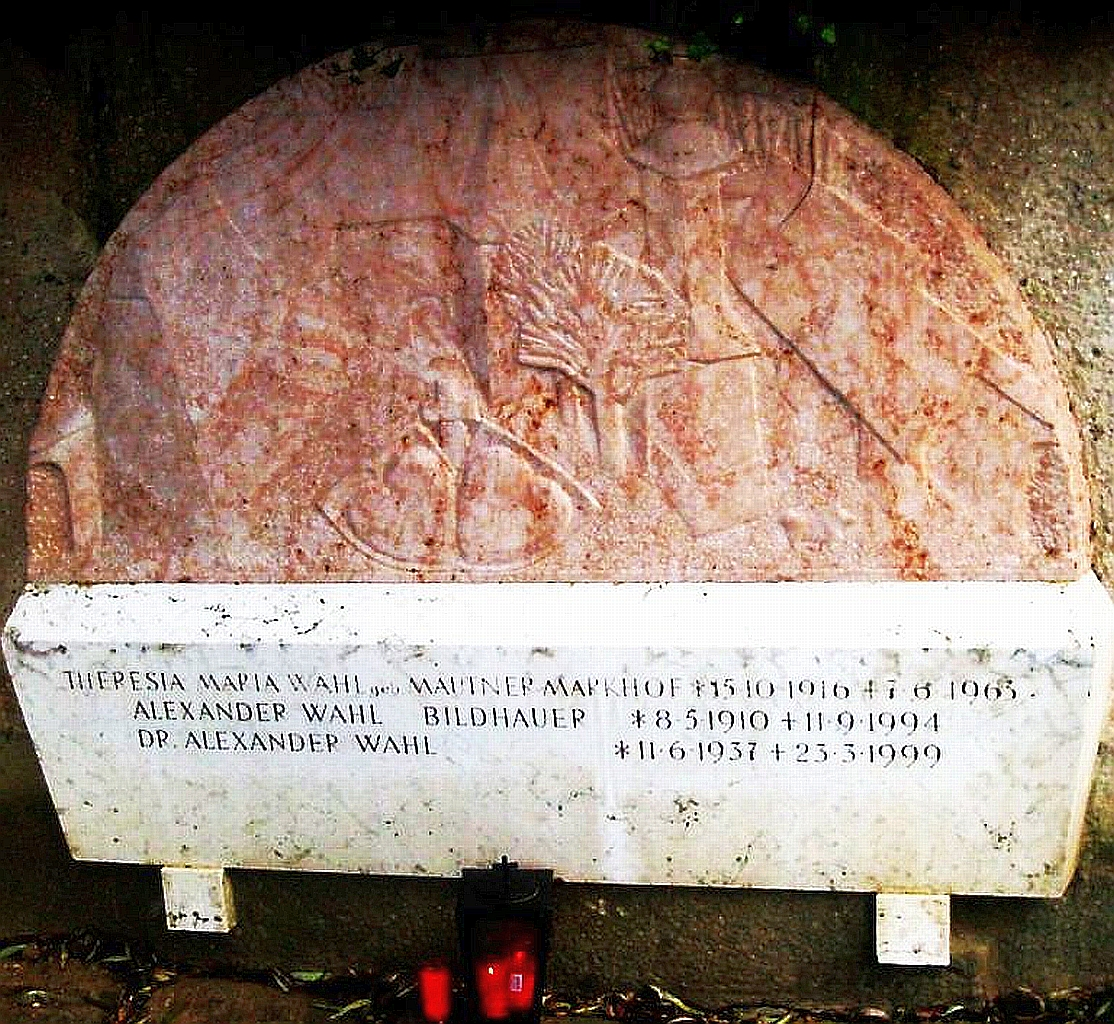
Grabstätte des Bildhauers Alexander Wahl

## Geschichte
Die politische Gemeinde St. Oswald wurde 1849/50 gebildet.
Mit 1. Juni 1951 erfolgte die Änderung des Gemeindenamens auf St. Oswald-Möderbrugg.
Am 31. Dezember 2014 wurde die bis dahin selbständige Gemeinde aufgrund der Steiermärkischen Gemeindestrukturreform aufgelöst und mit den vordem ebenfalls selbständigen Gemeinden Bretstein, Sankt Johann am Tauern und Oberzeiring zur neuen Gemeinde Pölstal zusammengeschlossen.

## Wirtschaft
Laut Arbeitsstättenzählung 2001 gab es 50 Arbeitsstätten mit 373 Beschäftigten in der Gemeinde sowie 291 Auspendler und 192 Einpendler. Es gab 77 land- und forstwirtschaftliche Betriebe (davon 35 im Haupterwerb), die zusammen 6.171 ha bewirtschafteten (Stand 1999).
- Fernheizwerke
- E-Werk
- Pappefabrik
- Sommertourismus

Das Bedarfsflugunternehmen Mali Air hat seinen Sitz in Möderbrugg, die Flottenbasis ist jedoch in Graz.

## Sehenswürdigkeiten
- Pfarrkirche St. Oswald:

Die zweischiffige, spätgotische Pfarrkirche wurde um 1468–1476 erbaut, auf einem Seitenaltar befindet sich eine bemerkenswerte  Rokoko-Pietà. Innenraum mit Netzgewölbe.

Pfarrkirche St. Oswald
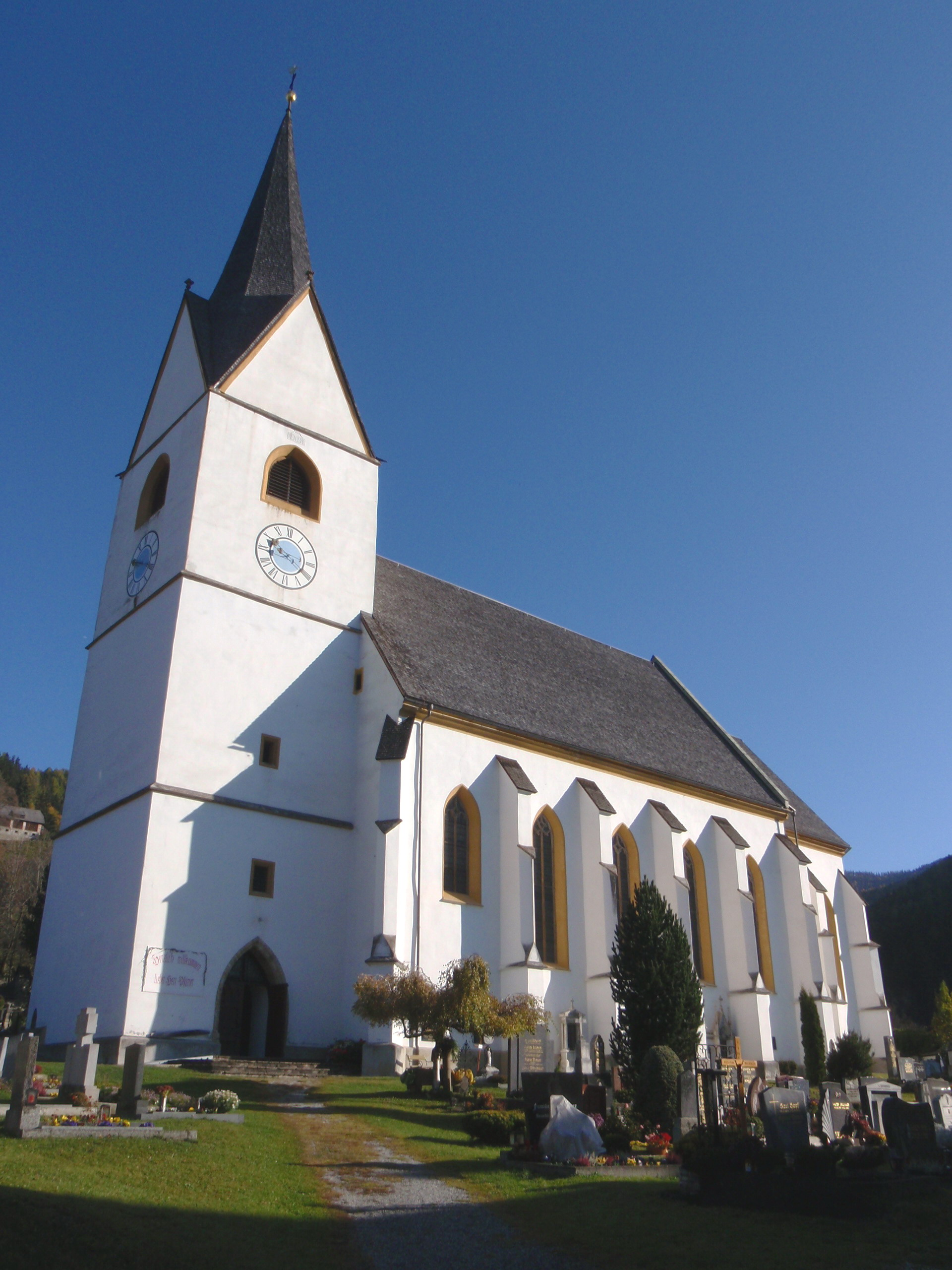
Außenansicht
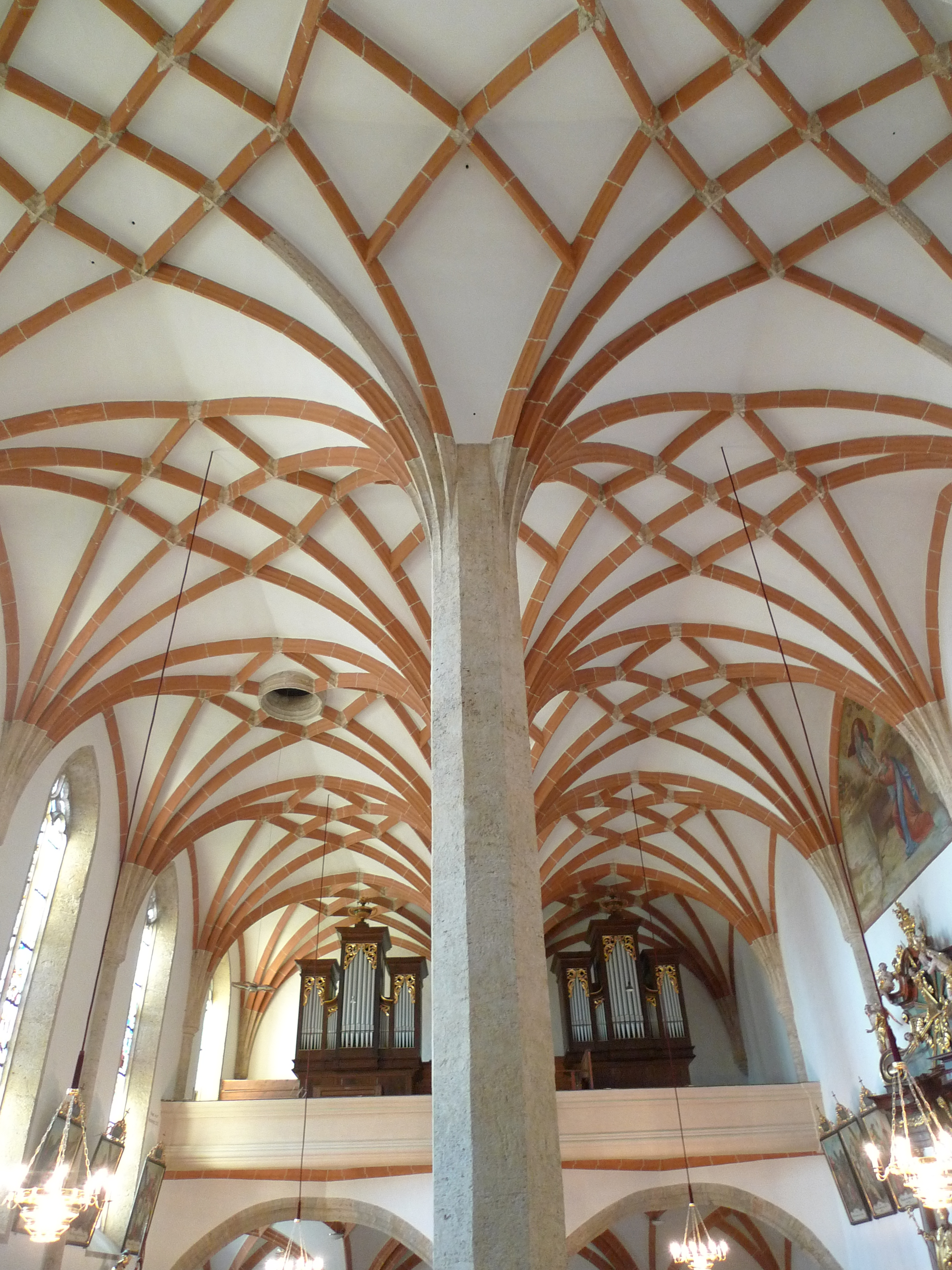
zweischiffiger, spätgotischer Innenraum mit Netzgewölbe

## Politik
Der mit 31. Dezember 2014 aufgelöste Gemeinderat bestand nach der Gemeinderatswahl 2010 aus 15 Mitgliedern und setzte sich aus folgenden Mandataren zusammen: 8 ÖVP und 7 SPÖ.
Bürgermeister war Ewald Haingartner (ÖVP).

## Wappen
Die Verleihung des Gemeindewappens erfolgte mit Wirkung vom 1. Juli 1994.
Blasonierung:
„Über einer in Blau wachsenden dreijochigen spitzbogigen goldenen Brücke mit zwei Pfeilern in Rot ein schreitender herschauender goldener Löwe mit einem goldenen Salbgefäß in den Vorderpranken.“

## Städtepartnerschaften
- Preußisch Oldendorf in (Nordrhein-Westfalen), Deutschland

## Persönlichkeiten
Ehrenbürger:
- 1917 Anton Etschmeyer (Pfarrer von St. Oswald 1877–1929)
- 1931 Johann Neubauer (Volksschuldirektor in Möderbrugg 1912–1952)
- 1954 Josef Krainer (1903–1971) (Landeshauptmann)
- 1954 Dr. Morokutti
- 1954 Franz Allitsch (Landtagsabgeordneter)
- 1954 Jakob Fritz (Bürgermeister von St. Oswald-Möderbrugg 1950–1957)
- 1985 Viktor Semlitsch (Bürgermeister von St. Oswald-Möderbrugg 1975–1985)
- 1999 Hugo Steiner (Bürgermeister von St. Oswald-Möderbrugg 1985–1998)